# Duesenberg (Band)
Duesenberg war eine Rockformation aus Schleswig-Holstein und Hamburg.

## Bandgeschichte
Duesenberg wurde 1976 von Harry Gutowski, Joachim Witt und Wolfgang Schleiter gegründet. Der Name leitete sich ab von der früheren luxuriösen US-amerikanischen Automarke Duesenberg. Ein Duesenberg-Automobil zierte die Plattencover der ersten drei Alben der Gruppe. 1977 erschien mit Duesenberg das erste Album der Formation, welches sich rund 17.000 Mal verkaufte. Die Lieder California und Pasadena wurden als Singles ausgekoppelt.
Ein Jahr später erschien Duesenberg 2. Ausgekoppelt wurden die beiden Titel Deep in the River und All Over the Ocean.
Das dritte Album Strangers brachte der Band 1980 den Deutschen Schallplattenpreis als Beste Deutsche Nachwuchsband ein, obwohl sie zu dem Zeitpunkt schon vier Jahre aktiv waren.
Joachim Witt, der als Schauspieler in Hamburg arbeitete, sah sich nach dem dritten Album mit einem immensen Erfolgsdruck konfrontiert. Da der finanzielle Durchbruch ausblieb und Witt begann, an Panikattacken zu leiden, schrieb er den Song Der goldene Reiter, der jedoch nicht zu Duesenberg zu passen schien. So verließ er mit Gutowski die Band, um mit der Neuen Deutschen Welle einen Neuanfang zu starten und veröffentlichte bereits 1980 sein Album Silberblick.
Schleiter machte mit neuer Besetzung zunächst weiter, bis sich nach Veröffentlichung des letzten Werks Chapter 4 1981 die Formation schließlich auflöste.
Von 1992 bis 1993 versuchte die Band noch einmal ein Comeback mit den beiden Maxis Coming Home und Judy über das Label Polydor. Ein geplantes Album mit zehn Liedern erschien jedoch nie.

## Musikstil
Die Musikrichtung war stilistisch angelehnt an den US-amerikanischen Westcoast-Rock. Auch die größten Single-Hits California und Pasadena spiegelten diesen Stil wider. Jedoch fanden sich auch einige Popsongs auf den Alben.

## Diskografie

### Alben
- 1977: Duesenberg (Nova)
- 1978: Duesenberg 2 (Strand)
- 1979: Strangers (Vertigo)
- 1980: Chapter IV

### Singles
- 1977: California/Masquerade
- 1977: Pasadena
- 1978: Deep in the River
- 1978: All Over the Ocean
- 1979: Get It On
- 1980: Home Is Where You Hang Your Head
- 1980: Like a Hurricane
- 1980: I Can’t Fight the Ghosts Without You
- 1992: Coming Home
- 1993: Judy